# Soak Up the Sun
Singles de Sheryl Crow
Steve McQueen
Clip vidéo
(en) [vidéo] « Soak Up the Sun (officiel) (réalisation : Wayne Isham) », sur YouTube
Pistes de C'mon C'mon
Steve McQueen
(1) You're an Original
(3)
Soak Up the Sun est une chanson de l'artiste américaine Sheryl Crow extraite de l'album C'mon C'mon paru en 2002. Elle et son vieux complice d'écriture Jeff Trott ont créé la chanson à la suite d'une conversation au sujet de la météorologie lors d'un vol entre Portland (Oregon) et New York (New York).
Trott s'est étonné du contraste entre la ville pluvieuse qu'ils venaient de quitter et leur arrivée dans une ville ensoleillée, radieuse en dépit des outrages du 11 novembre encore présent dans les mémoires. Cette pensée est restée jusqu'au travail d'écriture entre lui et Sheryl Crow.
À peu près au même moment, Sheryl Crow se remettait d'une chirurgie non invasive, la laissant affaiblie. Elle et Trott s'accordent à dire que la chanson avait pour but de faire oublier les mauvais moments, et que les paroles leur sont venues rapidement.

## Contexte, sortie et promotion

### L'inspiration

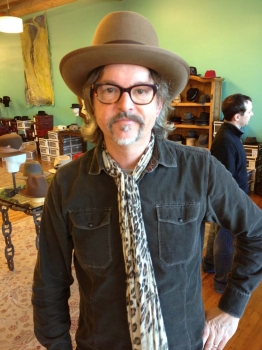
Jeff Trott (photo) a co-écrit la chanson avec Sheryl Crow après un voyage en avion.

Sheryl Crow se remettait à l'époque d'une opération chirurgicale qui lui inspira, ainsi qu'à Trott, l'idée d'écrire une chanson plus enjouée qui lui remonterait le moral. La chanson met en scène une fille aux moyens modestes qui décide malgré tout de ne pas se laisser aller à la tristesse. Sheryl Crow choisit de sortir la chanson en tant que premier single de son quatrième album studio, C'mon, C'mon (2002), car elle voulait lutter contre la morosité ambiante dans une société post-attentats du 11 septembre.
Sheryl Crow affirme que le traitement médicamenteux qu'elle prenait est la raison pour laquelle les paroles lui sont venues si rapidement, et que cela l'a également poussée à écrire le morceau « Weather Channel » pour l'album. Dans une interview de 2002 pour Radio & Records, Sheryl Crow rappelle avoir écrit cette chanson et la majeure partie de l'album avant les attentats du 11 septembre, et qu'elle voulait sortir la chanson en tant que premier single de C'mon, C'mon puisque l'été du nord ne durait que quelques mois seulement et parce qu'elle voulait que tout le monde se sente mieux après cet hiver stressant. Avec Trina Shoemaker et Eric Tew, Sheryl Crow enregistre la chanson et l'album dans différents studios aux États-Unis et au Royaume-Uni.

### La rencontre avec le public
Sheryl Crow interprète Soak Up the Sun pour la première fois lors du championnat de l'AFC 2002 en janvier 2002, et A&M Records sort le titre en single aux États-Unis le 11 février 2002.
Les chaînes radios Adult contemporary et les 40 meilleures stations de radio diffusent la chanson dès le 11 février 2002. Deux jours plus tard, le site Web Music Meeting de Radio & Records met sur Internet la chanson pour téléchargement, devenant ainsi le premier détaillant à le proposer en ligne.
La chanson devient le sixième succès de Sheryl Crow à se classer dans le top 40 aux États-Unis, atteignant la 17e place du Billboard Hot 100 et en tête de deux autres classements Billboard. Les remixes de Victor Calderone et Mac Quayle dominent également le palmarès du Billboard Dance Club, ce qui en fait le seul disque de Crow à atteindre le sommet de la liste. Soak Up the Sun est le 35e titre américain le plus performant en 2002, et la Recording Industry Association of America (RIAA) lui décerne un disque d'or en 2005. Dans le monde entier, c'est un succès : la chanson atteint le top 10 en Croatie et le top 20 en Autriche, en Nouvelle-Zélande, en Suisse et au Royaume-Uni.
En Europe et en Australie, A&M Records sort la chanson sous forme de single CD le 25 mars 2002, accompagnée de deux « faces B » hors-album : « Chances Are » et « You're Not the One »,. Le même mois, la chanteuse voyage à travers l'Europe pour promouvoir le titre et l'album y afférent. Le 1er avril 2002, A&M sort Soak Up the Sun au Royaume-Uni sous la forme de deux singles sur CD et d'un single sur cassette.
Lors d'une performance live au festival de Glastonbury en juin 2019, Crow dédie la chanson à la militante écologiste suédoise Greta Thunberg,.

### L'idée du clip
Le clip vidéo réalisé par Wayne Isham pour la chanson met en vedette Sheryl Crow interprétant le morceau avec de nombreux plagistes à Oahu (Hawaï). La vidéo la montre à plusieurs endroits sur la plage ou bien en train de surfer. Ces scènes sont entrecoupées d'autres surfeurs sur les vagues. Divers cosmétiques et lotions sont utilisés pour obtenir le look bronzé de la chanteuse, le maquilleur Scott Barnes voulant un look de type Saint-Tropez. Le jour de son anniversaire, survenu pendant le tournage, Sheryl Crow s'est vue offrir une planche de surf par l'équipe de tournage. C'est cette planche qu'elle utilise dans le clip vidéo.

## Arrangements

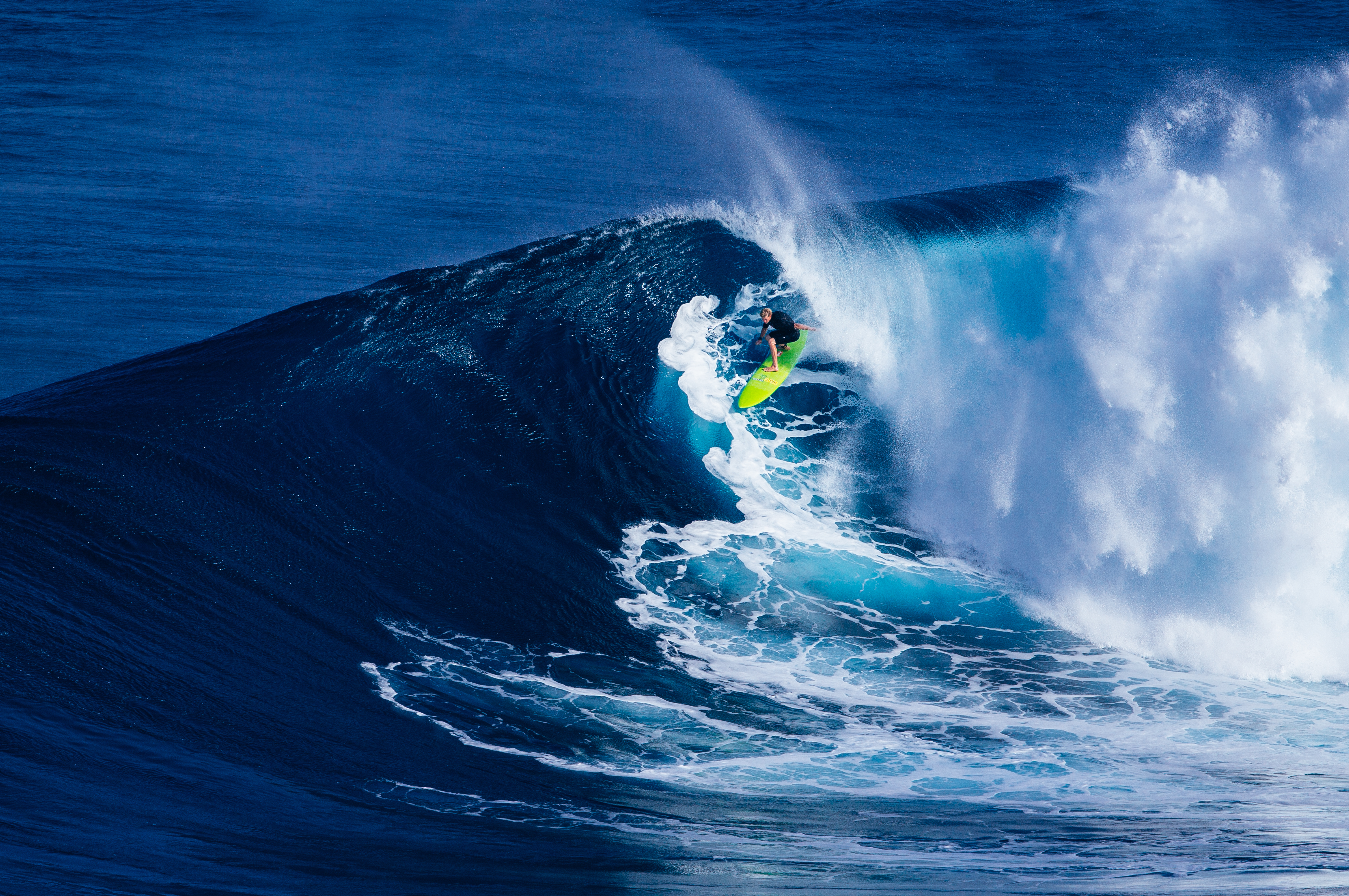
Surf à Mahui (Hawaï).

Soak Up the Sun est écrit dans une tonalité de mi majeur, suivant un tempo moyennement rapide de 120 battements par minute. La chanteuse américaine Liz Phair apparaît en tant que chanteuse invitée, avec Tim Smith apportant un renfort de chœurs,. Sheryl Crow joue de la guitare acoustique et d'un clavier F/X tandis que Trott joue de la guitare électrique, de la guitare acoustique, de la lap-steel et de la basse. Jeff Anthony joue de la batterie et, avec Trott, s'est occupé de la programmation de la batterie.
Keith Philips de The AV Club décrit Soak Up the Sun comme une « ode au bon-vivre ». et le rédacteur en chef du magazine Billboard, Chuck Taylor, note dans ce titre comme un rappel aux œuvres antérieures de Crow, notamment à All I Wanna Do (1994), avec une instrumentation simpliste et des paroles sur la vie se contentant de ce que l'on a déjà. Sheryl Crow reconnaît le cousinage, précisant toutefois le fait que « All I Wanna Do » possède la différence d'être plus « sarcastique » au-delà de son simplisme apparent.

## Paroles

### Linguistique du titre
Soak Up the Sun prononcé en anglo-américain : [ˈsoʊkʌpðɘˌsʌn] est une expression toute faite un peu familière en anglais pour exprimer le fait de profiter du soleil (to soak up est l'équivalent d'absorber). Pris au sens littéral, « tremper le soleil », c'est ce que font les surfeurs lorsque, engagés dans un tube, ils se retrouvent avec la vision de l'eau « recouvrant le soleil ».

### Refrain et sens général
Le refrain déclare qu'elle va « s'imprégner du soleil », une métaphore pour prôner les bons moments d'une vie dont il faudrait profiter tant que c'est permis (« while it's still free ») et dire qu'il faudrait regarder l'avenir avec une attitude enjouée
Au début de la chanson, Sheryl Crow déplore ses soucis économiques, révélant qu'elle n'a pas assez d'argent pour subvenir à ses besoins de base. Cependant, elle décide que la tentation de posséder de nouvelles choses n'est pas ce qui compte ; c'est plutôt ce qu'elle a déjà qui importe.
Le sens général de la chanson diverge selon les paroles sur lesquelles on s'attarde. Sheryl Crow déclare penser que Soak Up the Sun consiste à essayer de vivre la vie avec un sourire constant malgré les difficultés du quotidien. Abigail Martin du journal universitaire The Maine Campus écrit que la chanson illustre ce thème tout en avertissant que rien ne dure éternellement, comme l'indique la ligne post-refrain : « avant que [le soleil] ne s'éteigne sur moi » (before it goes out on me).
Les critiques de la profession notent que la chanson est un reproche à la société de consommation : comme le laissent entendre les paroles « tant que c'est encore gratuit » ainsi que l'ami communiste mentionné en début de chanson - et son lien avec la baisse de popularité de certaines célébrités.

## Le regard des critiques
À l'inverse de l'avis général qui voit dans cette chanson une critique ouverte du consumérisme, d'autres estiment que les paroles sont à prendre au sens littéral, affirmant que le soleil ne coûte rien et devrait donc toujours être disponible comme source d'optimisme.
David Browne de Entertainment Weekly  écrit que la chanson est une critique de la « culture saturée d'informations. »
Passant en revue la chanson pour Billboard, Chuck Taylor qualifie Soak Up the Sun de « rassurant » par rapport aux tendances changeantes des charts du début 2002, ajoutant que le morceau est « d'une musicalité de premier ordre et honnête. »
Steve Wonsiewicz de Radio & Records décrit la chanson comme « aérienne » et de style feel-good.
Pour la station de radio britannique The Revolution, le responsable de la programmation musicale Chris Gregg déclare que la chanson est la plus « mature » du répertoire de Sheryl Crow et capable d'attirer l'attention d'un public adulte.
Le 27 avril 2002, le magazine Music & Media le nomme « incontournable de la semaine », l'éditeur de musique Thorsten Weber notant qu'il ne faut pas longtemps aux auditeurs pour chanter, qualifiant la chanson de « mélodieuse » et « d'accrocheuse ».
Sal Cinquemani de Slant Magazine remarque que les paroles de Crow étaient un retour en forme et compare la chanson au répertoire des Beach Boys.
Rétrospectivement, Raymond Cummings du site Web de culture populaire Splice Today donne au titre une critique négative, se référant à l'une des chansons les plus « répugnantes » des années 2000 avec des critiques sur les paroles, qu'il compare aux messages superficiels que l'on trouve dans des carteries.

## Évolution des classements
Aux États-Unis, Soak Up the Sun fait ses débuts dans le Billboard Hot 100 à la 73e place le 13 avril 2002, devenant le Hot Shot Debut de la semaine. Quatorze numéros plus tard, le 20 juillet 2002, la chanson atteint son apogée à la 17e place. Le titre devient le sixième single de Sheryl Crow à entrer dans le top 40 et à passer un total de 29 semaines de classement dans le Hot 100, apparaissant pour la dernière fois en 42e position le 26 octobre 2002. En décembre 2002, Billboard classe la chanson à la 35e place de son édition Hot 100 de fin d'année. La chanson est devenue un hit numéro un dans deux autres palmarès Billboard : le palmarès Adult Alternative Songs et le Adult Top 40. Dans le premier classement, le titre passe sept semaines en tant que numéro un, tandis que dans le second, il reste à la première place pendant neuf semaines,. Il atteint également la cinquième place du classement Adult Contemporary du magazine et la 15e place du Mainstream Top 40. Dans le palmarès Billboard Dance Club Songs, les remix de Victor Calderone et Mac Quayle dominent le classement la semaine du 1er juin 2002, devenant la seule chanson de Sheryl Crow en tête de ce palmarès. La RIAA décerne à la chanson une certification or en juin 2005 pour le marché numérique dépassant les 500 000 ventes aux États-Unis seulement. Au Canada, la chanson se classe une semaine durant sur le Canadian Singles Chart, en 24e place le 27 avril 2002. C'était la deuxième chanson la plus jouée à la radio canadienne en 2002.
Au Royaume-Uni, Soak Up the Sun devient le 15e et avant-dernier succès de Sheryl Crow dans le top 40, faisant ses débuts à la 16e position du UK Singles Chart en avril 2002. Le titre passe 10 semaines dans le top 100, son single le plus long depuis All I Wanna Do enregistre 17 semaines dans le top 100 en 1995. En Irlande voisine, la chanson culmine à la 36e place et passe cinq semaines dans le Irish Singles Chart ; c'était son seul single, outre All I Wanna Do, à passer au moins cinq semaines dans ce classement. En Europe continentale, la chanson atteint le top 10 en Croatie, culminant au septième rang. Le titre est également un succès parmi les 40 premiers en Roumanie, où il passe à la 39e position en juin 2002 et reste dans le Top 100 roumain pendant 17 semaines. En Europe germanophone, bien que la piste stationne comme numéro 96 en Allemagne, elle atteint la 15e place en Autriche et en Suisse. En Suisse, le titre enregistre 30 semaines dans le  Hitparade suisse, devenant le 94e single le plus réussi du pays en 2002. Ailleurs en Europe, Soak Up the Sun atteint laposition du SNEP en France, la 76e du Single Top 100 aux Pays-Bas et la 17e du classement belge Wallonia's Ultratip Bubbling Under, atteignant la 70e place de l'Eurochart Hot 100. En Océanie, le single se hisse dans le top 20 en Nouvelle-Zélande, atteignant la 19e position le 9 juin 2002 et restant dans le top 50 pendant 16 semaines, mais en Australie, il échoue à faire partie du top 75, atteignant la 88e place le 1er avril 2002.

## Clip musical
Wayne Isham réalise la vidéo de Soak Up the Sun filmée à Oahu (Hawaï),. Après un premier jour pluvieux, le temps s'éclaircit. Le même jour, pour le 40e anniversaire de Sheryl Crow, l'équipe de tournage offre à Crow une planche de surf sur mesure. En parlant de l'expérience, Sheryl Crow déclare : « Je n'aurais pas pu rêver d'un anniversaire plus doux [. . .] Et j'avais hâte d'aller surfer. » Pendant le tournage, la chanteuse surfe aux côtés de surfeurs professionnels tels que Malia Jones et Pākē Salmon.
Pour préparer les cheveux de Sheryl Crow en vue du clip, le coiffeur Peter Butler les fait mousser avec Fudge Oomf Booster, puis les passe au sèche-cheveux. Ensuite, il lui boucle les cheveux avec des rouleaux Velcro, les asperge de fixatif Phytolaque Soie et utilise un fer à friser pour texturer plusieurs zones.
Pour la peau de Sheryl Crow, le maquilleur Scott Barnes souhaite lui conférer un bronzage de type tropézien, qu'il reproduit en appliquant la crème Body Bling. Il utilise sa nouvelle marque de mascara sur les cils de Sheryl Crow. Les vêtements que Sheryl Crow porte lors du tournage sont offerts par Linda Medvene, qui explique : « Le concept était de la faire ressembler à une rock star sans dénaturer son appartenance à la communauté de surfeur ».
Le clip présente de nombreuses séquences de surfeurs chevauchant des vagues et comprend plusieurs images fixes avec une coloration jaune. Lors de l'introduction, Sheryl Crow sort sa planche de surf de sa voiture et met de la lotion. Alors qu'elle interprète la chanson avec sa guitare, on la voit surtout sur la plage. Au cours du premier couplet, elle est vue dans un camping-car. Au début du premier refrain, elle quitte le camping-car et caracole avec sa guitare près de l'océan.
Le deuxième couplet présente Sheryl Crow chantant près d'une cascade, où diverses personnes, y compris elle-même, sautent dans l'eau en dessous. Peu de temps avant le début du deuxième couplet, on voit Sheryl Crow monter dans une voiture. Le soleil se couche lors de la dernière section, où de nombreux plagistes dansent autour de Sheryl Crow et chantent la chanson avec elle. La vidéo se termine par un fondu au jaune lors d'une scène où Sheryl Crow est à côté d'un feu de plage.

## Disponibilités du titre
| CD promo US 1. Soak Up the Sun (version radio) – 3:17 Single CD Mexique, Europe, Australie and Japon, 1. Soak Up the Sun (version radio) – 3:25 2. Chances Are – 5:14 3. You're Not the One – 4:06 4. Soak Up the Sun (version album) – 4:54 Maxi-single Mexique, Europe et Afrique du Sud, 1. Soak Up the Sun (version album) – 4:54 2. Soak Up the Sun (Sunsweep radio mix) – 4:24 3. Soak Up the Sun (Sunsweep club mix) – 10:08 4. Soak Up the Sun (Sunsweep dub) – 6:12 CD promo Brésil 1. Soak Up the Sun (version radio) – 3:25 2. Soak Up the Sun (version album) – 4:54 | CD1 Royaume-Uni 1. Soak Up the Sun » (version radio) – 3:25 2. Chances Are – 5:14 3. You're Not the One – 4:06 4. Soak Up the Sun (vidéo) CD2 Royaume-Uni 1. Soak Up the Sun (version album) – 4:52 2. My Favorite Mistake (live) – 4:14 3. A Change Would Do You Good (live) – 5:18 4. CD-ROM, dont démo du nouvel album UK cassette single 1. Soak Up the Sun (version radio) – 3:25 2. Everyday Is a Winding Road – 4:16 3. If It Makes You Happy – 5:23 |

## Crédits et collaborateurs
Les crédits sont extraits du livret de l'album C'mon, C'mon et des notes de pochette du CD international.
Studios
- Enregistré dans divers studios aux États-Unis et au Royaume-Uni
- Mixé aux Soundtrack Studios (New York)
- Masterisé à Masterdisk (New York)

Équipe
| - Sheryl Crow – écriture, chant, guitare acoustique, synthé, production - Jeff Trott – chant, guitare acoustique, guitare électrique, lap-steel, basse, réglage percussions synthé, production - Liz Phair – invitée (chant) - Tim Smith – chœur - Jeff Anthony – percussion, programmation batterie - Trina Shoemaker – enregistrement | - Eric Tew – enregistrement - Andy Wallace – mixage - Steve Sisco – assistant mixage - Howie Weinberg – mastering - Mark Seliger – photographie pochettes - SMOG – design pochettes |